# Reyer Venezia Mestre Femminile 2008-2009
La stagione 2008-2009 della Umana Venezia è stata la nona consecutiva disputata in Serie A1.
La società veneziana è arrivata terza in A1, perdendo la finale scudetto contro Taranto.

## Verdetti stagionali
Competizioni nazionali
- Serie A1:

stagione regolare: 3º posto su 14 squadre (19-7);
play-off: sconfitta in finale da Taranto (1-3).
- Coppa Italia:

semifinale persa contro Faenza.
- Supercoppa italiana:

Vincitrice contro Schio.

## Rosa
|    | Naz.                   | Ruolo | Sportivo           | Anno | Alt. |  |  |
| -- | ---------------------- | ----- | ------------------ | ---- | ---- |  |  |
|    | Stati Uniti (bandiera) | G     | Essence Carson     | 1986 | 183  |  |  |
| 4  | Italia (bandiera)      | A     | Federica Tognalini | 1991 | 183  |  |  |
| 5  | Italia (bandiera)      | P     | Licia Corradini    | 1985 | 172  |  |  |
| 6  | Italia (bandiera)      | P     | Giorgia Sottana    | 1988 | 177  |  |  |
| 7  | Italia (bandiera)      | A     | Giulia Brotto      | 1991 | 182  |  |  |
| 8  | Italia (bandiera)      | A     | Simona Ballardini  | 1981 | 183  |  |  |
| 9  | Italia (bandiera)      | P     | Mariangela Cirone  | 1976 | 170  |  |  |
| 10 | Portogallo (bandiera)  | A     | Mery Andrade       | 1975 | 180  |  |  |
| 11 | Italia (bandiera)      | AC    | Jenifer Nadalin    | 1983 | 187  |  |  |
| 12 | Italia (bandiera)      | C     | Eva Giauro         | 1986 | 204  |  |  |
| 13 | Slovenia (bandiera)    | A     | Daliborka Jokić    | 1981 | 185  |  |  |
| 14 | Serbia (bandiera)      | A     | Aleksandra Vujović | 1980 | 182  |  |  |
| 15 | Stati Uniti (bandiera) | C     | Vanessa Hayden     | 1982 | 193  |  |  |

- Allenatore: Massimo Riga
- Vice Allenatore: Loris Barbiero